# Wymark (Saskatchewan)
Wymark ist ein Weiler (Hamlet) in der kanadischen Provinz Saskatchewan. Er liegt im Südosten der Gemeinde Census Division No. 8. In der Nähe der Ortschaft verläuft der Highway 628. 2 km nördlich des Highway 628 liegt der Highway 363, welcher etwa 15 km von der Kleinstadt Swift Current entfernt ist.
Wymark gehört zu den sogenannten „Organized Hamlets“, welche durch eine Ministerialverordnung gegründet wurden und von den Statistics Canada als ausgewiesene Orte anerkannt sind.

## Geschichte
Gegründet wurde der Ort im Jahr 1912 durch russische Einwanderer. Ein Jahr danach entstand auch das örtliche Postamt.
Ende der 1920er Jahre wanderten kleinere Gruppen von Mennoniten in das Gebiet ein und ließen sich u. a. auch in und um Wymark nieder.
1927 gründete Benjamin Ewert die sog. Emmaus Church Group; wenige Monate danach errichtete die Gemeinschaft die Emmaus Mennonite Church am Rande der Ortschaft. Diese Kirche existiert heute noch und wird vorwiegend für Gottesdienste genutzt.

## Geographie
Wymark liegt im äußersten Südosten der Census Division No. 8 in der Swift Current Rural Municipality No. 137.
Der Ort liegt auf einer Höhe von 881 m über dem Meeresspiegel und besitzt eine Fläche von ca. 0,30 km². Die Landwirtschaft, die in der Umgebung von Wymark intensiv betrieben wird, ist ein bedeutender Wirtschaftszweig.

## Demografie
2006 lag die Einwohnerzahl der Ortschaft bei ca. 144 Personen. Bis zum Jahr 2011 sank die Bevölkerungsanzahl um 2,7 %. Während der großen Volkszählung von 2011 leben bis heute aktuell rund 130 Menschen in Wymark. Nach der Zählung von 2016 stieg die Personenzahl um 6,2 % auf 
138 Einwohner. 